# Basilika Unserer Lieben Frau von Sameiro

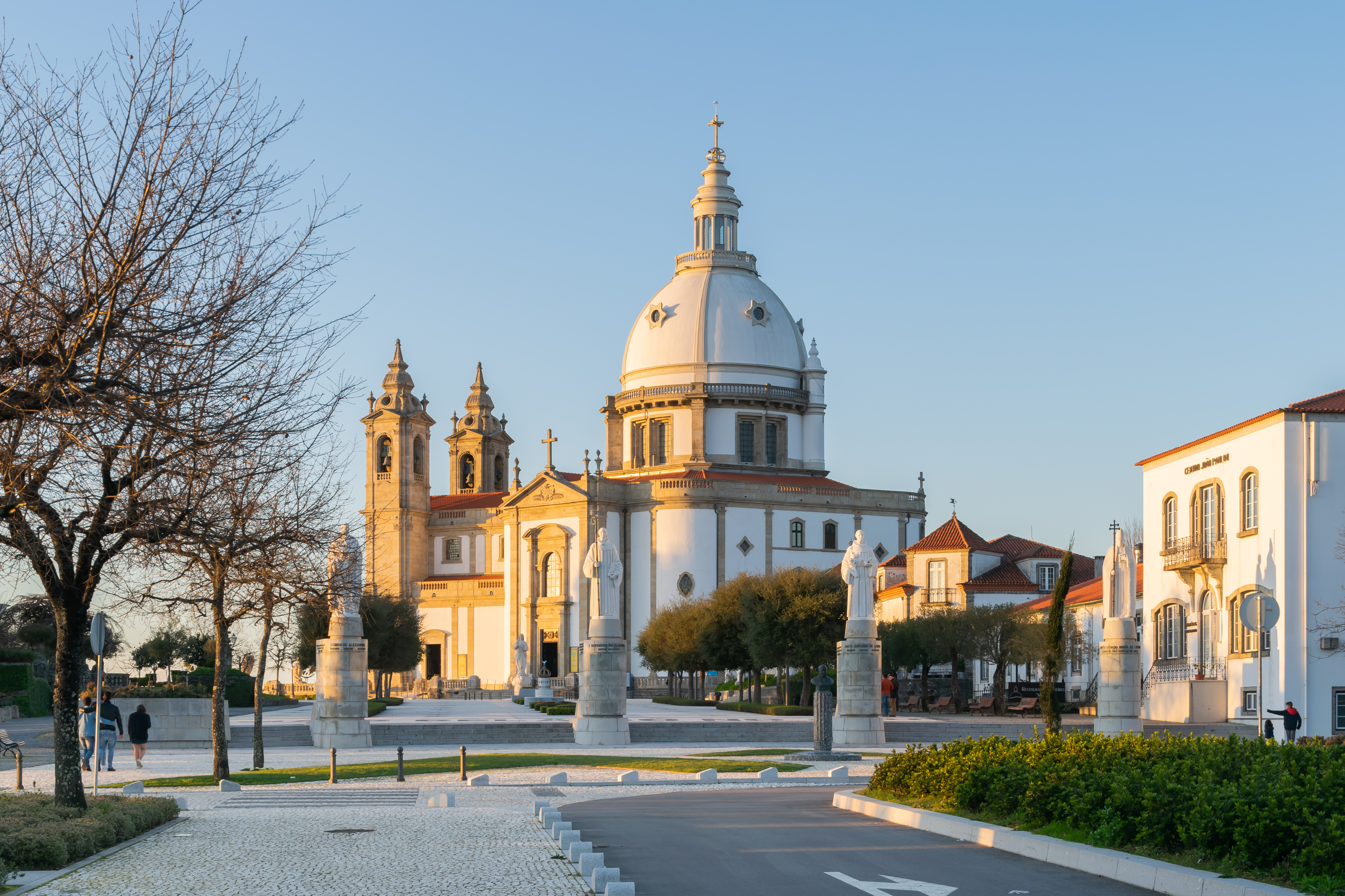
Seitenansicht der Basilika

Die Basilika Unserer Lieben Frau von Sameiro (portugiesisch Basílica de Nossa Senhora do Sameiro) (Heiligtum von Sameiro) (portugiesisch Santuário do Sameiro) ist eine römisch-katholische Kirche mit dem Status einer Basilica minor und eines Marienheiligtums in der Umgebung der Stadt Braga, Portugal. Sie ist als erste portugiesische Kirche dem 1854 ausgerufenen Dogma der Unbefleckten Empfängnis gewidmet.

## Lage

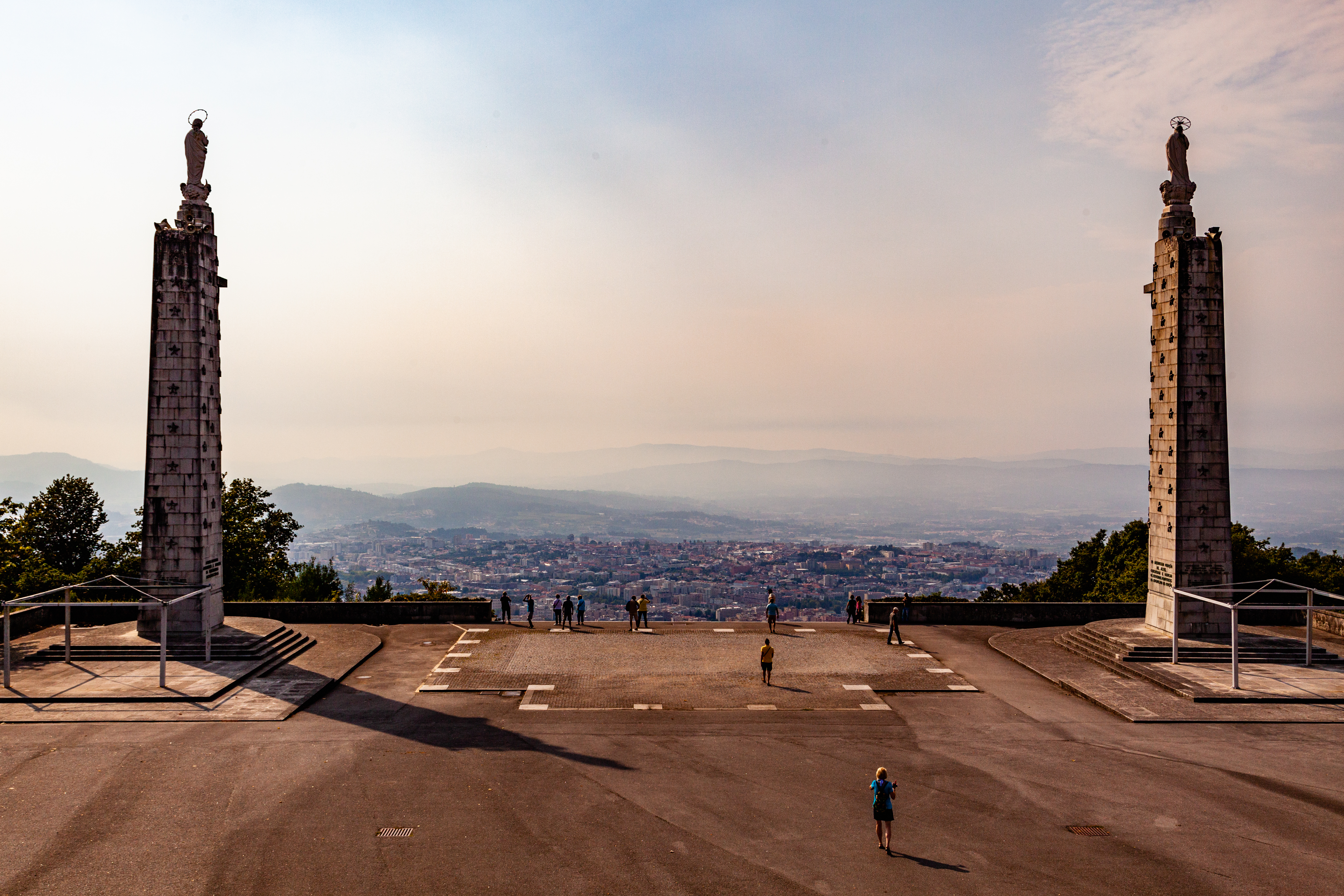
Blick von der Basilika auf Braga

Der Wallfahrtsort Unserer Lieben Frau von Sameiro liegt auf einem westlichen Aussichtspunkt oberhalb von Braga. Die breite Treppenanlage mit einigen Heiligenfiguren erstreckt sich auf einer Länge von 300 Metern etwa 40 Meter den Hang hinauf, dominiert von der auf 566 m stehenden Basilika. Sie ist einer der meistbesuchten Orte der Marienverehrung in Portugal und zieht jedes Jahr während der Wallfahrten vom ersten Sonntag im Juni bis zum letzten Sonntag im August viele Gläubige an. Eine Lourdesgrotte in der Anlage verweist auf den französischen Wallfahrtsort Lourdes mit dem gleichen Patrozinium.

## Basilika

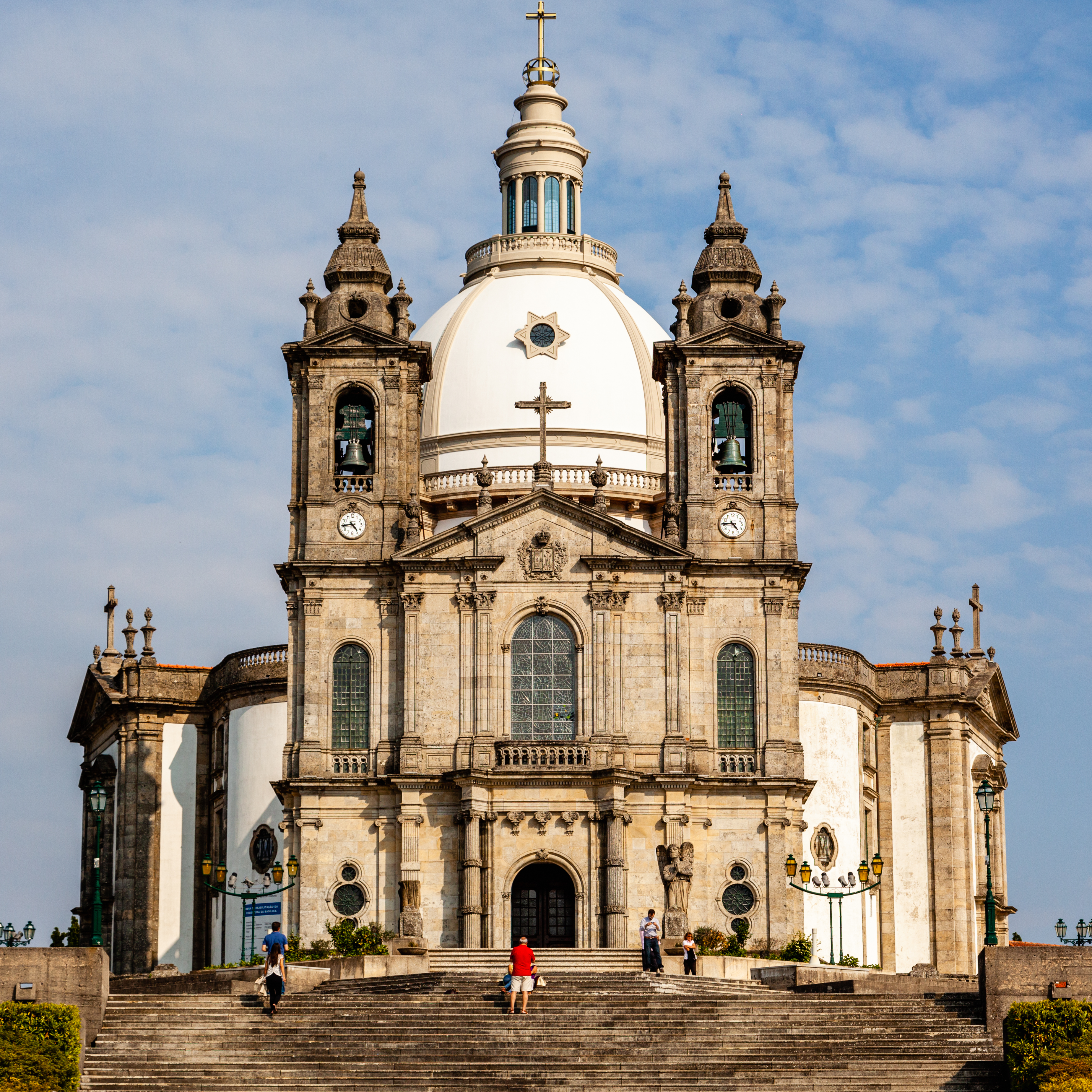
Basilika Unserer Lieben Frau von Sameiro

Der Bau der Anlage begann am 14. Juli 1863 unter Leitung von Pater Martinho da Silva. Als erstes Kunstwerk der Anlage wurde eine marmorne Marienstatue des Italieners Emídio Carlos Amatucci errichtet. Eine erste Kapelle konnte 1880 fertiggestellt werden und beherbergte das Bild der Schutzheiligen, das der Bildhauer Eugenio Maccagnani in Rom schuf und 1880 in das Heiligtum brachte.

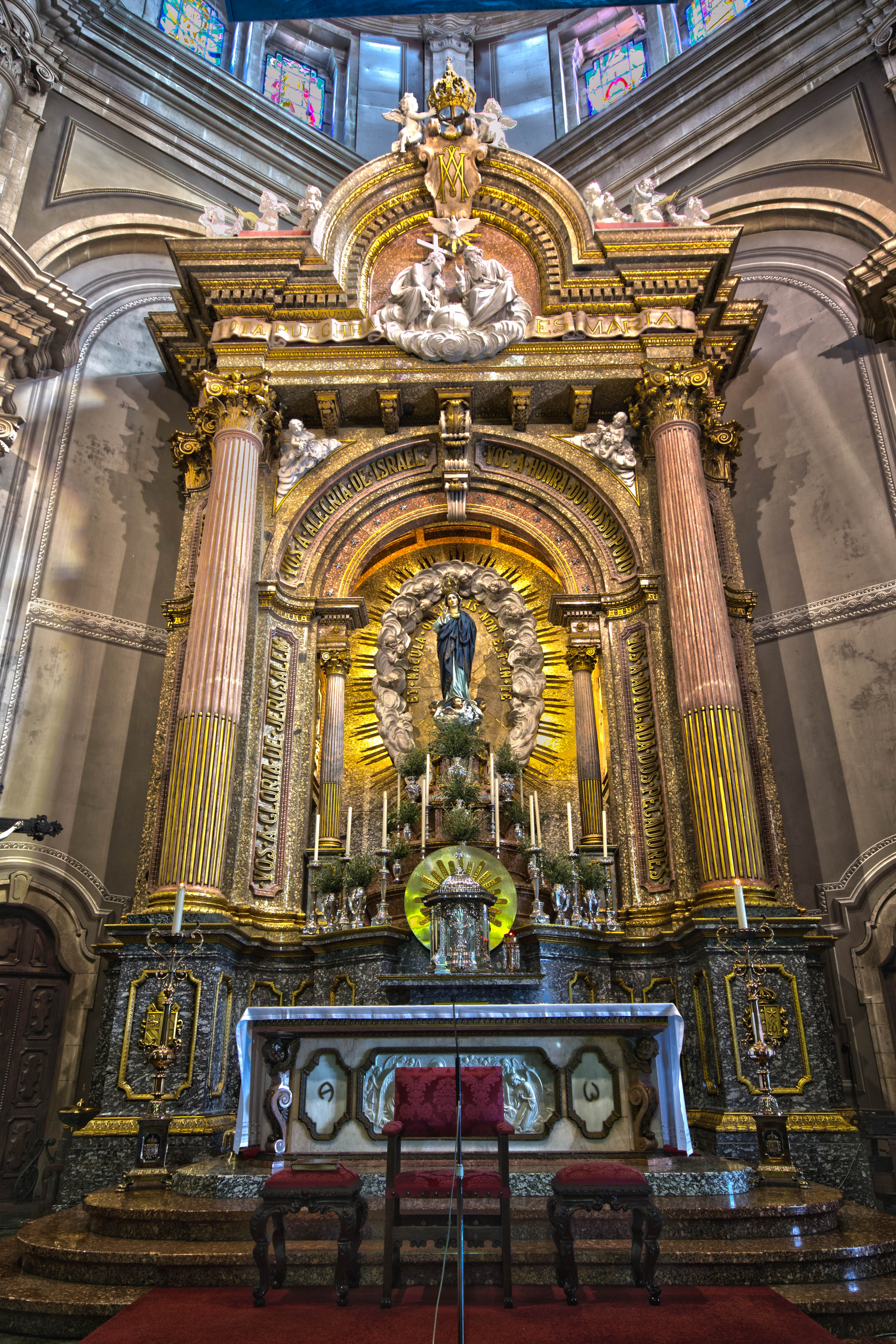
Hochaltar

Der Bau der Kirche begann mit der Grundsteinlegung 1890 durch den Erzbischof von Braga, Antonio Honorato. Die einschiffige Kirche wurde als Kreuzkirche im neoklassizistischen Stil mit einer hohen Kuppel als Vierungsturm und einer Doppelturmfassade mit den Glockentürmen errichtet. 1904 fand eine Marienkrönung statt, deren Krone Roque Gameiro (1892–1944) mit Hilfe von Spenden für die Marienstatue gefertigt hatte. Die feierliche Krönung fand im Gedenken an den 50. Jahrestag der dogmatischen Definition der Unbefleckten Empfängnis am 12. Juni 1904 statt. 1941 konnte der Hochaltar aus Granit mit flankierenden roten Marmorsäulen und der Marienstatue im Zentrum geweiht werden, zu dem auch ein silberner Tabernakel gehört. 1953 konnte die Kirche fertiggestellt werden. Für die Pilger wurde 1979 eine Krypta errichtet, in der Pater Martinho da Silva beigesetzt wurde. 2004 wurde ein beleuchtetes Kreuz über einer Armillarsphäre auf die Kuppel gesetzt.

## Bedeutung
Die Kirche erhielt 1964 durch Papst Paul VI. den Titel einer Basilica minor verliehen. Papst Johannes Paul II. besuchte das Marienheiligtum am 15. Mai 1982 und verlieh ihm 2004 die Goldene Rose. Die Kirche steht im portugiesischen Denkmalverzeichnis.